# 黎明技術学院
黎明技術学院（れいめいぎじゅつがくいん、Lee Ming Institute of Technology）は、台湾新北市泰山区に位置する私立学院である。

## 歴史
| 年     | 月日 | 事跡                           |
| ------ | ---- | ------------------------------ |
| 1969年 | -    | 「黎明工業専科学校」として開校 |
| 2002年 | -    | 「黎明技術学院」と改称         |

## 組織
|                                                                                           |                                                                                  |
| - 電子工学科 - 電気機械工学科 - 機械工学科 - 材料工学科 - 化学工学科 - 化粧品応用管理学科 | - 工業工学管理学科 - 情報管理学科 - 販売流通管理学科 - 情報工学科 - 教養センター |